# فاريسيت
الفاريسيت هو معدن فوسفات الألومنيوم المائي (AlPO4·2H2O). وهو معدن فوسفات نادر نسبيا. في بعض الأحيان يتم الخلط بينه وبين الفيروز. ينتج اللون الأخضر من وجود كميات صغيرة من الكروم ثلاثي التكافؤ (Cr3+).

## معرض الصور

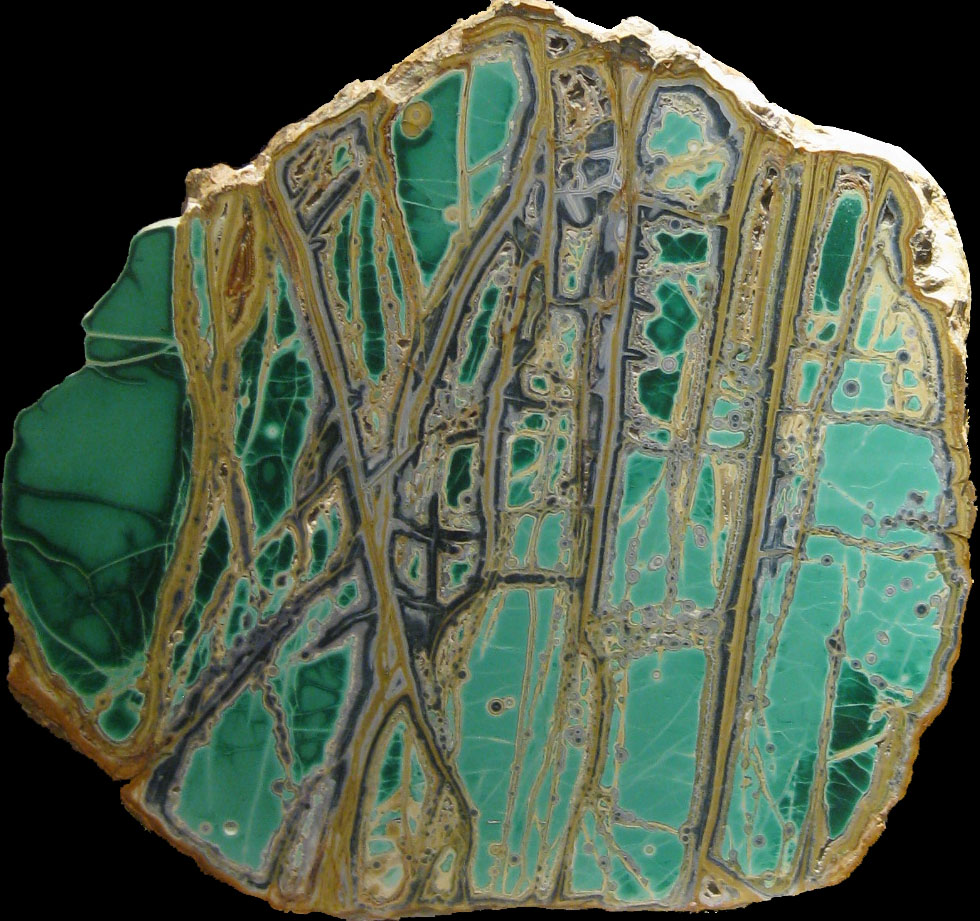
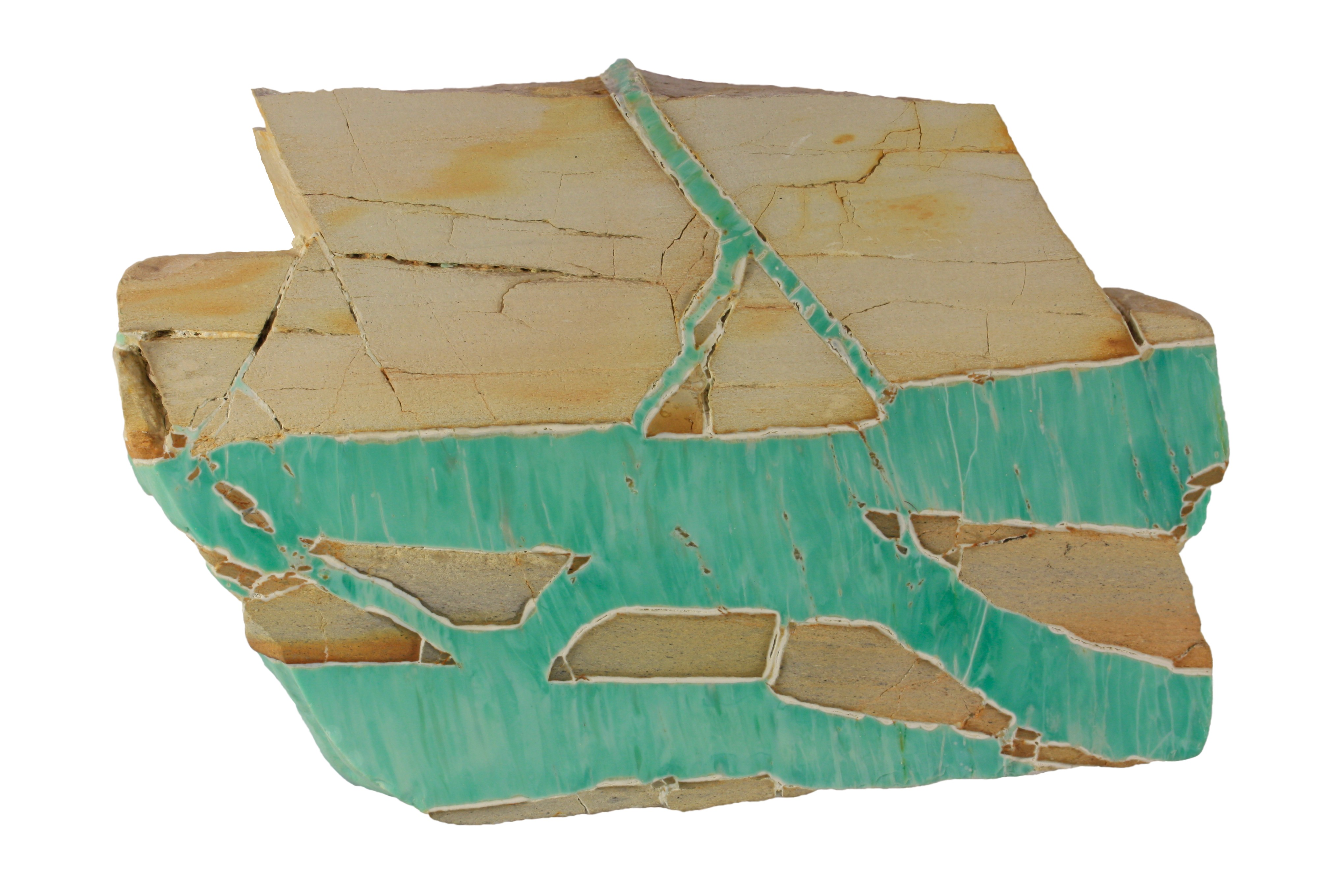
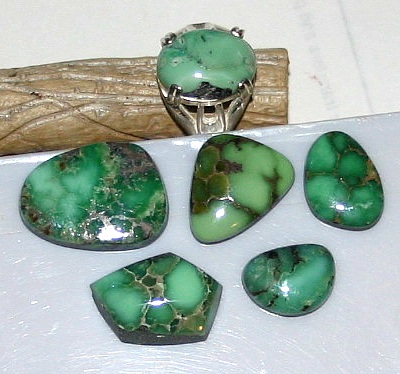
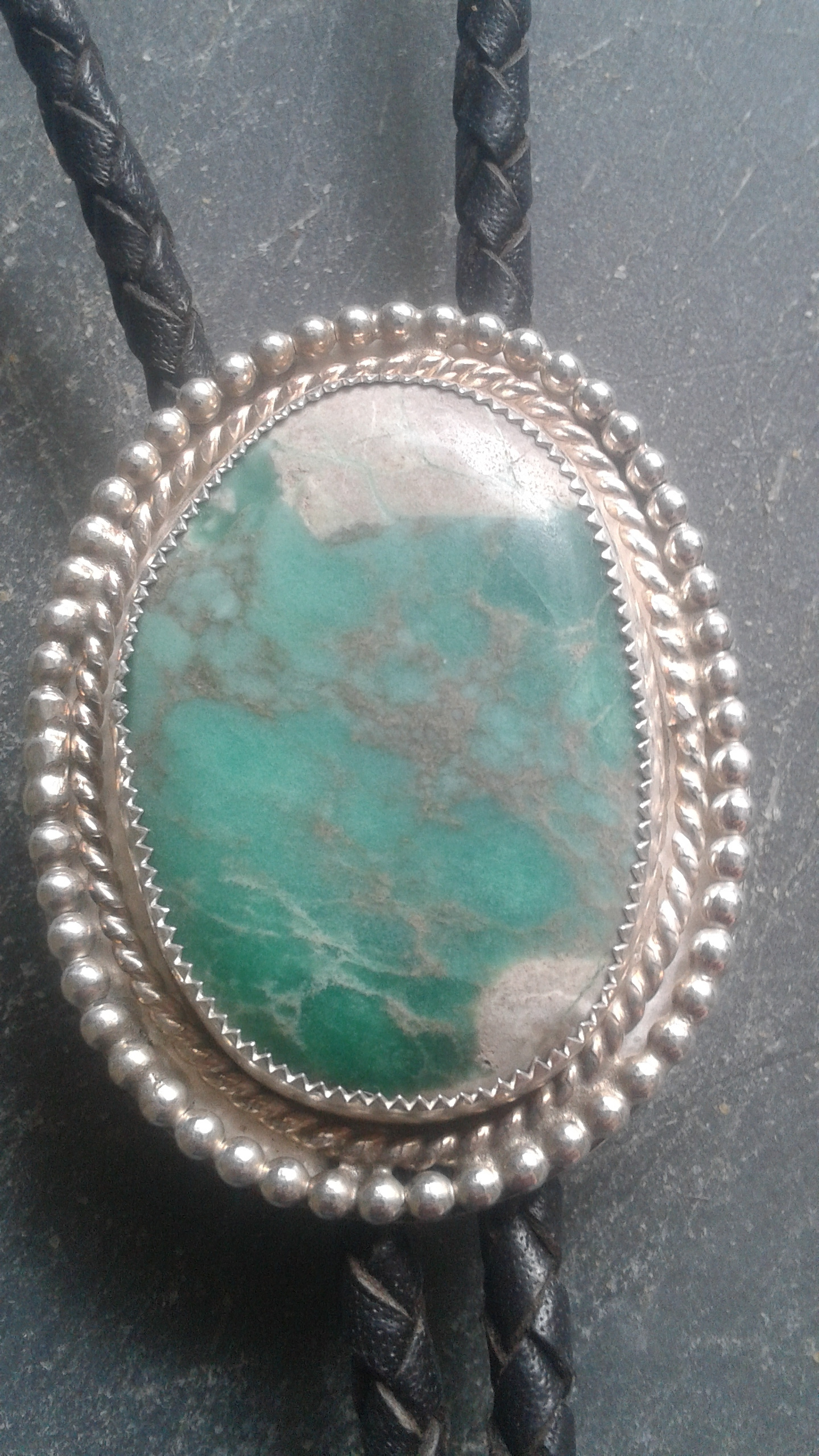